# Gamirru
Gamirru oder Gāmirra war nach assyrischen Quellen die Heimat der Gimurru, die meist mit den Kimmerern Herodots gleichgesetzt werden.
Die Harper-Briefe nennen Gamirru, das gewöhnlich nördlich von Urartu angesiedelt wird, als die Heimat der Gimurru. Kristensen will es dagegen südöstlich von Urartu lokalisieren, hier sind ihr aber kaum Forscher gefolgt. Diakonov nimmt an, dass Gamirru in der Region Gori an der oberen Kura lag und später auf Kappadokien übertragen wurde.